# Чеплыгина, Юлия Александровна
Юлия Александровна Чеплыгина (родилась 29 августа 2000 года) — российская хоккеистка, нападающая клуба «Динамо-Электросталь». Судья хоккейных матчей (категория «юный спортивный судья»). Кандидат в мастера спорта России.

## Биография
Воспитанница школы «Динамо-Электросталь», выступала за разные детские и юношеские команды по индор-хоккею. С 2015 года провела 102 игры и забила 27 голов за клуб «Динамо-Электросталь»; в составе СДЮШОР по ИВС провела 26 игр и забила 22 гола; в составе сборной Московской области в 6 играх отличилась 8 раз (чемпионка Летней Спартакиады молодёжи 2015 и 2018 годов; лучший бомбардир Спартакиады 2015 года).
За сборную России до 18 лет провела 5 игр и забила 3 гола, за сборную до 21 года — 5 игр без голов, но с командой U-21 победила в 2017 году во втором дивизионе чемпионата Европы. Чемпионка Европы по индор-хоккею 2019 года U-21 среди команд второго дивизиона. За основную сборную провела 5 игр и забила один гол в игре чемпионата Европы 2019 года против сборной Белоруссии (победа 5:0).